# Ixodes kashimiricus
Ixodes kashimiricus är en fästingart som beskrevs av Pomerantsev 1948. Ixodes kashimiricus ingår i släktet Ixodes och familjen hårda fästingar. Inga underarter finns listade i Catalogue of Life.